# Ballophilus maculosus
Ballophilus maculosus är en mångfotingart som först beskrevs av Carl Oscar von Porat 1894.  Ballophilus maculosus ingår i släktet Ballophilus och familjen Ballophilidae.
Artens utbredningsområde är Kamerun. Inga underarter finns listade i Catalogue of Life.